# Koßwig
Koßwig (bis 1937 Kosswigk), niedersorbisch Kósojce, ist ein Ortsteil der Stadt Vetschau/Spreewald im Nordosten des südbrandenburgischen Landkreises Oberspreewald-Lausitz. Koßwig liegt im amtlichen Siedlungsgebiet der Sorben/Wenden.

## Lage
Koßwig liegt in der Niederlausitz östlich des Naturparks Niederlausitzer Landrücken. Nördlich von Koßwig liegt Belten, ein Gemeindeteil von Vetschau/Spreewald sowie der Ortsteil Göritz. Im Nordosten und Osten folgen die Stadt Vetschau/Spreewald sowie Lobendorf. Im Süden grenzt der Ort an Repten, ebenfalls ein Ortsteil von Vetschau/Spreewald, und an die Calauer Ortsteile Erlenau, Bolschwitz und Reuden. Im Westen befinden sich die Calauer Ortsteile Saßleben und Kalkwitz. Im Nordwesten der Koßwiger Ortsteil Dubrau, der am Bischdorfer See liegt.

## Geschichte
Das Straßendorf Koßwig wurde im Jahr 1312 erstmals urkundlich erwähnt. Der Name leitet sich vom altsorbischen Kosovik ab, was Ort, an dem Amseln vorkommen bedeutet. Das niedersorbische Wort für Amsel ist Kos. Im Jahr 1420 wurde der Ort als Koswig genannt und 1517 als Koßwigk. Die sorbischen Namensvarianten Koßojze und Kosojce wurden 1761 und 1843 genannt. Bei der niedersorbischen Ortsnamensvariante ist die altsorbische Endung -ovik in Anlehnung an weitere Ortsnamen -ojce geändert. Der Ort gehörte zum Kirchspiel Vetschau. In Koßwig wurde wie in den benachbarten Orten die wendische (niedersorbische) Sprache im Laufe des 19. Jahrhunderts von der deutschen Sprache verdrängt.
Nach dem Wiener Kongresses kam Koßwig mit der gesamten Niederlausitz an das Königreich Preußen und gehörte zum Landkreis Calau. Nach dem Zweiten Weltkrieg gehörte Koßwig zum 1952 neugegründeten Kreis Calau. Der Nachbarort Dubrau wurde am 1. Oktober 1966 eingemeindet, Dubrau sollte durch den Braunkohletagebau Seese-Ost devastiert werden und die Einwohner wurden bereits umgesiedelt. Mit der Abkehr vom Braunkohlebergbau wurde Dubrau wieder belebt. Ab 1986 lag auch Koßwig in einem Bergbauschutzgebiet und war durch die Devastierung für den geplanten Tagebau Calau-Nordost bedroht. Nach der Wende wurden die Planungen zur Öffnung des Tagebaus wieder verworfen.
Am 26. Oktober 2003 wurde das Dorf mit den Orten Missen, Lassow und Raddusch in Vetschau/Spreewald eingegliedert. Koßwig gehört seit 2010 zum Kirchenkreis Niederlausitz. 

### Einwohnerentwicklung
| 1875 | 209 | 1933 | 263 | 1964 | 321 | 1989 | 240 | 1993 | 188 | 1997 | 230 | 2001 | 264 |
| 1890 | 241 | 1939 | 260 | 1971 | 402 | 1990 | 223 | 1994 | 197 | 1998 | 238 | 2002 | 271 |
| 1910 | 260 | 1946 | 353 | 1981 | 357 | 1991 | 200 | 1995 | 203 | 1999 | 242 |      |     |
| 1925 | 256 | 1950 | 364 | 1985 | 340 | 1992 | 189 | 1996 | 224 | 2000 | 255 |      |     |